# Джанкшен-бульвар (линия Флашинг, Ай-ар-ти)
|     |   |   |     |   |   |     |
| · л | · | · | · э | · | · | · л |

|     |   |   |     |   |   |     |
| · л | · | · | · э | · | · | · л |

«Джанкшен-бульвар» (англ. Junction Boulevard) — станция Нью-Йоркского метрополитена, расположенная на линии Флашинг, Ай-ар-ти. Станция находится в районе Корона, Куинс, на пересечении Джанкшен-бульвара и Рузвельт-авеню. На станции останавливаются маршруты 7 (круглосуточно) и <7> (в часы пик в пиковом направлении). Экспресс-путь используется маршрутом <7> (в часы пик в пиковом направлении). Локальные пути используются маршрутом 7 (круглосуточно).
Станция имеет эстакадное расположение. Она была открыта 21 апреля 1917 года в составе третьей очереди линии Флашинг (Ай-ар-ти). Станция расположена на трёхпутном участке линии и состоит из двух островных посадочных платформ. Каждая из платформ оборудована навесом красного цвета, поддерживающимся двумя рядами зелёных металлических колонн. Платформы сужаются к обоим концам станции. Средний путь оборудован платформой с каждой стороны, но поезд открывает двери только с одной: с правой стороны по ходу движения.
Единственный выход осуществляется с южного конца станции. Лестницы с платформ ведут в эстакадный мезонин с турникетным павильоном с полноростовыми турникетами. Из мезонина выход в город осуществляется по четырём лестницам — к каждому углу перекрёстка Джанкшен-бульвара и Рузвельт-авеню. Через мезонин также осуществляется бесплатный переход между платформами противоположных направлений.
Джанкшен-бульвар — одна из самых оживлённых станций метро в Куинсе, наряду с 74-я улица — Бродвей и Флашинг — Мейн-стрит с суммарным пассажиропотоком около 6,8 миллионов человек. Рядом со станцией располагается остановка автобуса Q72, следующего до аэропорта Ла Гуардия, расположенного в стороне от станций метрополитена.
Первоначально открывшаяся под названием Джанкшен-авеню (англ. Junction Avenue), станция получила своё нынешнее название в 1940 году. В 2007 году в рамках капитального ремонта на станции были установлены пассажирские лифты для людей с ограниченными возможностями, произведено укрепление платформ и реконструкция навесов и мезонина.
До 1949 года эта часть линии Флашинг (Ай-ар-ти) использовалась двумя компаниями — Ай-ар-ти (англ. IRT) и Би-эм-ти (англ. BMT), вместе со станциями линии Астория (Би-эм-ти). Некоторое время платформы станции даже были разделены на две части, каждая из которых обслуживала поезда только своей одной компании. Подобный режим работы был характерен для всех станций «двойного использования».